# 존 티토
존 티토(영어: John Titor 존 타이터[*]) 또는 존 티토라고 밝히기 전까지 타임트래블 제로(영어: TimeTravel_0)는 자신이 2036년 미래에서 온 1998년생 남성이라고 주장한 누리꾼이다. 존 티토는 2000년 11월부터 2001년 3월까지 인터넷 포럼에서 활동한 적이 있었으며 그 이후에는 여러 가지 논란의 중심에 있다.

## 존 티토가 남긴 근미래 예언
티토는 게시판에 자신이 목격했다고 하는 근미래에 일어날 주된 사건의 메시지를 보내 왔다. 그리고 현 단계에서 몇 개의 예언이 적중하였다. 더욱이 존 티토는 자신이 메시지를 보낸 시점에서 미래가 바뀌기 위해서는 자신이 본 것과 차이가 발생해야 한다고 말했다. 실제로 적중한 예언에 대해서도 미묘하게 빗나간 부분이 있다는 것이 확인되었으며 그 정보량에 의해 어떤 종류의 저널리스트 의혹도 발생하였다.

### 빗나간 예언
- 2005년 미국 도시부에서 선거결과에 대한 불화로 각 도시 내외에서 내전이 발생한다. 이때 일어난 폭동이 원인이 되어 미국 연방 정부는 정부의 기능을 잃게 되어 5개의 국가로 분열된다. 그리고 여기저기서 내전이 발전하여 2008년에 전면적으로 벌어진다.
  - 정확히 빗나갔다. 미국에서는 2004년 대통령 선거 이후로 민주당 편과 공화당 편으로 갈리는 현상이 일어났으나 폭동조차 일어나지 않았다.
- 올림픽은 2004년 아테네 하계 올림픽을 끝으로 대회가 중단되며 2040년에 들어서야 겨우 부활된다.
  - 2006년 토리노 동계 올림픽의 개최로 인해 빗나갔다. 이에 대해 동계 올림픽과 하계 올림픽은 별개라는 주장이 있었고 2008년 베이징 하계 올림픽 직전 여러 문제로 인해 상황이 복잡하게 흘러가는 양상이었으나 결국 개최되면서 완전히 빗나갔다.
- 2011년 내전이 원인이 되어 미국이 분열되지만, 그 다음 해에 아메리카 연방 제국이 건국된다.
  - 정확히 빗나갔다. 2011년에는 월가 시위가 있었지만 2011년 미국 내에서는 내전조차 일어나지도 않았고 따라서 분열도 일어나지도 않았다.
- 2015년 러시아가 반군 원조를 명목으로 미국에 핵무기를 투하한다. 이 때문에 도시 내부가 완전히 붕괴, 내전이 다소 완화된다. 한편 미국의 외교권 마비를 틈탄 중국은 패권주의를 강화하는 한편 타이완과 일본, 대한민국, 조선민주주의인민공화국을 강제로 합병시킨다. 나중에 오스트레일리아가 중국을 격퇴했지만 러시아의 공격으로 인해 절반 정도가 괴멸된다. 러시아는 유럽 연합도 괴멸시켰지만 막판에 미국이 러시아를 괴멸시키면서 러시아가 붕괴된다.
  - 정확히 빗나갔다. 2015년 기점으로 제3차 세계 대전의 징후는 전혀 보이지 않았다. 러시아의 크림반도 합병, 우크라이나 위기, 시리아 내전 등으로 미국과 러시아 관계는 냉각되어 있었지만 전쟁위기양상은 일어나지 않았다. 또한 중국의 타이완, 대한민국, 조선민주주의인민공화국, 일본 합병 또한 일어나지 않았다.
- 2020년, 미국 도시부의 패배로 내전은 거의 종결되고 새로운 연방정부가 성립하지만 (도시부가 아닌) 지방 부분은 현재의 주가 아니라 분열된 당시와 같은 5세력이 되어 사회주의국가에 가까운 형태가 된다. 미국내전 후의 생존자는 도서관이나 대학의 주위에 집결하여 커뮤니티를 결성한다. 연방정부는 수도를 네브래스카주 오마하에 두게 된다.
- 정확히 빗나갔다. 2020년이 지난 지금은 잘 알겠지만 사회주의는 말할 것도 없고 미국 내전은 일어나지도 않았다.
- 텔레비전과 전화는 인터넷의 웹 형태로 제공된다. (현재 IPTV와 VOD서비스가 실용화되었고, 웹캠을 이용한 인터넷 화상통화도 구현되어 있다.)(<2036년의 주된 상황> 예언 중 일부)
- 빗나갔다. 2036년 전에도 이미 되어 있었다

## 아직 확인할 수 없는 예언
정확한 날짜가 기재되지 않았고, 특히 제3차 세계대전의 승패에 대해서는 여러 가지 설이 존재한다. 본 문단에서 일부를 게재한다.
- 중동 국가에서 대량 살상 무기가 사용된다.
- 일련의 전쟁으로 30억 명의 인원이 사망한다.
- 2021년, 호르고츠 베네티스호 유람선이 갑작스럽게 사라진다. 이것을 계기로 중국은 세계적으로 엄청난 비난을 받게 된다.
- 2031년, 지구자기장이 갑자기 파손되어 모든 기계와 통신 장비가 10분간 마비된다.
- 2034년, 유럽 입자 물리 연구소(CERN)가 타임 머신 시제품 1호기를 실용화시킨다.(실제로 유럽입자물리연구소는 입자가속기를 이용해서 많은 기여를 했는데 입자가속기를 이용하면 타임머신이 개발이 가능하다는 주장이 있으나 어디까지나 이론에 불과하다.)

### 2036년의 주된 상황
존 티토는 2036년의 상황을 다음과 같이 말했다.
- 무선 인터넷의 접속이 어디에서든지 가능하게 된다. (현재 스마트폰이 개발되면서 실현되면서 적중했다.)(스마트폰을 포함한 모든 무선 네트워크 기기를 통해 서비스 받을 수 있다.)
- 현대와 같은 거대 기업은 존재하지 않으며 존 티토가 2001년에 올 때 신문 등에서 봤던 기업(델, 구글, 마이크로소프트 등)은 이미 존재하지 않는다.
- 일반적인 디지털 카메라가 주류로 사용되며 필름 카메라는 주된 전문가 등에서 사용된다. (2021년 현재에도 주로 디지털 카메라를 사용하며 필름 카메라는 거의 사용되지 않는다.)
- 외계인은 발견되지 않는다.
- 식음료와 담수의 확보가 중요한 문제가 된다.
- 지구 온난화는 거의 문제가 되지 않는다.
- 출산률은 매우 낮다.
- 에이즈와 암의 치료약은 발견되지 않는다.
- 핵전쟁으로 인한 오염이 심각하다.
- 핵전쟁 이후 인류는 전쟁의 피로에 지쳐 여러 국가들이 고립화된 상태가 된다. 현재와 같은 활발한 외교관계는 사라진다. 다른 나라로의 항공편은 존재하지만, 편수는 지금보다도 훨씬 수가 줄어든다. 그러나 핵무기나 대량살상무기가 완전히 소멸된 것은 아니며 지구상에 아직도 수많은 무기가 존재한다.
- 인간의 평균 수명이 60세를 채우지 못하게 된다. 또한 경찰 국가를 신봉하는 세력을 궤멸시켰다고 할 수는 있으나, 완전히 소멸시킨 것은 아니다. 이러한 세력이 인류 공동체 이외의 눈에 띄지 않는 곳에 존재한다. 이런 집단과의 전쟁이 끊이지 않고 있다.
- 과거의 아메리카 합중국 붕괴의 원인이 사람들의 '몰염치'가 원인이 되었다는 역사관이 다수를 점유하게 되며 공동체의 존속에 위험이 된다고 판단된 이상, 거기에 이주를 허락하지 않는 '몰염치'라는 낙인이 찍힌 자는 용서 없이 살해된다.
- 보이저 2호가 1977년에 발사된 이후 59년 만에 의문의 메시지를 보내온다. (미확인 소식)

## 존 티토의 임무
존 티토는 미래에서 온 이유에 대해서 핵전쟁 후의 황폐한 세계의 인터넷 재구축에 불가결한 초기 컴퓨터를 입수하기 위한 목적이 있다고 한다. 구체적으로는 IBM5100으로, 매뉴얼에는 없는 컴퓨터 언어의 번역 기능이 갖추어져 있어, 그 숨겨진 기능을 입수하는 것이 목적이다.

## 반론
존 티토의 예언에는 모순되는 점이 많다는 반론도 많이 존재한다.
- 세계 정세나 혼란스러운 미국 이외의 정세로의 언급이 적고, 있다 해도 설명이 부족한 점이 많다. (의도적이라는 견해도 있다.)
  - 예를 들어 중국이 패권주의를 진척시키는 계기가 된 사건, 러시아가 중국이나 유럽 국가들을 공격하는 이유가 전혀 설명되지 않은 점 등이 있다.
- 존 티토가 보낸 예언은 2000년 시점에도 예상된 것들도 있다.
  - 예를 들어 2000년 당시의 교황 요한 바오로 2세는 이미 상당한 노령으로, 빠른 시일 내에 새 교황이 탄생할 것을 쉽게 예측할 수 있었다.
- 여성의 권리에 관한 발언이 모순되었다는 발언이 있다.
- 2004년 이후 미국에서 도시 내부와 도시 외부의 저항이 표면화되고 있다고 하나, 2004년 당시로부터 현재에 이르기까지 저항이 표면화되었다는 조짐은 없다.

## 참고 문헌
- 대한민국 MBC 《신비한 TV 서프라이즈》 2007년 7월 15일 방영분
- 대한민국 KBS 《스펀지 2.0》 2010년 1월 29일 방영분
- 대한민국 SBS 《당신이 궁금한 이야기》 2010년 11월 12일 방영분
- 일본 도쿄 MX 《슈타인즈 게이트》 2011년 4월 8일~2011년 9월 16일

## 같이 보기
- 심우도(尋牛圖)
- 조선시대의 3대 예언서
  - 정감록
  - 송하비결
  - 격암유록
- 천부삼경(天符三經)
  - 천부경
  - 삼일신고
  - 참전계경
- 추배도